# Čarakovo
Čarakovo (szerbül: Чараково), falu Bosznia-Hercegovinában, Bosanska krajina területén, Prijedor községben, a Szerb Köztársaságban. 

## Fekvése
Bosznia-Hercegovina északnyugati részén, Banja Lukától légvonalban 45, közúton 61 km-re északnyugatra, községközpontjától légvonalban 6, közúton 7 km-re délnyugatra, a Szana bal partjától nyugatra fekvő erdős dombvidéken, 130 – 300 méteres tengerszint feletti magasságban fekszik. Több, szétszórt, kis településből áll. A helységhez a következő települések és falvak tartoznak: Žeger, Musići, Gornja Mahala, Donja Mahala, Poljski put, Brđani és Donje Polje

## Népessége
| Nemzetiségi csoport | Népesség 1991 | Népesség 2013 |
| ------------------- | ------------- | ------------- |
| Szerb               | 45            | 95            |
| Bosnyák             | 2324          | 1243          |
| Horvát              | 20            | 2             |
| Jugoszláv           | 9             | 0             |
| Egyéb               | 14            | 4             |
| Összesen            | 2412          | 1344          |

## Története
Az itteni kavicsbányából előkerült régészeti leletek tanúsága szerint területén már az őskorban is éltek emberek. A vaskori település temetőjét a bányászat nagyrészt megsemmisítette. A toprlaka lelőhely tanúsága szerint itt a 10-11. században sáncokkal és árkokkal védett település állt.
A település 1878-ig tartozott az Oszmán Birodalomhoz, ekkor a berlini kongresszus határozata alapján az Osztrák-Magyar Monarchia része lett. 1879-ben az első osztrák-magyar népszámlálás során a Prijedori járáshoz, és Ljubija községhez tartozó településnek 94 háztartása és 541 muszlim lakosa volt. 1910-ben a településen 139 háztartást 761 muszlim, 11 ortodox szerb és 10 katolikus lakost találtak. A monarchia szétesésével 1918-ban előbb a Szerb-Horvát-Szlovén Királyság, majd 1929-től a Jugoszláv Királyság része. 1921-ben a községnek 137 háztartása és 696 lakosa volt. Jugoszlávia megszállása után a falu a Független Horvát Állam (NDH) része lett. 
1945-től a település a szocialista Jugoszlávia része volt. 1963-ig Ljubija község része volt. A boszniai háború idején a település a Boszniai Szerb Köztársasághoz tartozott. A volt Jugoszláviával foglalkozó nemzetközi büntetőtörvényszék szerint bebizonyosodott, hogy 1992. július 1. és 23. között, még a terület megtámadása közben és közvetlenül azt követően is a boszniai szerb hadsereg és a rendőrség tagjai legalább 21 fegyvertelen boszniai muszlim és boszniai horvát civilt lőttek le Čarakovóban. A bíróság megállapította, hogy a gyilkosságok elkövetői között VRS katonák is voltak. A bíróság azon következtetése, hogy az incidens kapcsán legalább 21 embert megöltek, a 19 azonosított áldozaton alapul. A Žeger-hídon vagy annak környékén megölt áldozatokon kívül, akikről szemtanúk részletes vallomásai állnak rendelkezésre, más gyilkosságokból származó bizonyítékok és több száz holttest összegyűjtése is történt. Mindez arra utal, hogy az áldozatok száma sokkal magasabb volt, a bizonyítékok azonban nem támasztják alá minden kétséget kizáróan ezen áldozatok hozzávetőleges számát, valamint haláluk körülményeit, illetve a feltételezett elkövetők kilétét. 1992. július 23-án Čarakovo falu jelentős károkat és pusztításokat szenvedett, házakat pedig kifosztották. A szerb erők ezen a napon felgyújtották a čarakovói mecsetet és felrobbantották a minaretjét. A mecsetnek csak az alapjai maradtak meg. A daytoni békeszerződést követő területfelosztásnál a település Prijedor község részeként a Szerb Köztársaság területéhez került.

## Nevezetességei
- Őskori nekropolisz maradványai. A lelőhely sajnos túlnyomórészt a kavicsbányászat következtében megsemmisült. A leletmentő ásatásokat 1956-ban B. Čović vezette. Így a sírok kis részét sikerült megmenteni. Négy urnás temetkezést tártak fel néhány lelettel, köztük egy görög-illír tipusú bronz sisakkal, lándzsával, fibulával és kerámialeletekkel. A sírok között néhány edény is előkerült, melyek feltehetően kultikus célokat szolgáltak. A leletek korát a késő vaskorban határozták meg összefüggésben a közeli Zecovi lelőhely ötödik rétegével.[4]

- Toprkala – középkori erődített település maradványai. Kőr alaprajzú, három és fél méter magas földépítmény két és fél méter magasságú, kettős sánccal és védőárokkal, központi részén 20-25 méteres átmérővel. Leletei kerámiatöredékek és háztartási tárgyak maradványai mind a központi részről kerültek elő. Kora valószínűleg a 10-11. század. A lelőhelyet 1891-ben V. Radímksky azonosította.[4]

- A prijedori iszlám közösség madzsliszának irataiban szereplő információk szerint a čarakovói mecsetet 1992. július 23-án felgyújtották és felrobbantották a minaretjét. Ugyanezen a napon a falu 18 muszlim lakosát ölték meg a mecset előtt, köztük a mecset imámját, Sulejman Dizdarević efendit, akit imaszőnyegbe burkoltak és megégettek. A leégett čarakovói mecset romos falainak egy része még a háború végén állott. A falmaradványok instabilak voltak, és 1998-ban a falu visszatérő lakói lebontották, hogy a romok között játszó gyerekeket megóvják a leeső tégláktól. Hét évvel a háború után a mecsetet pénzhiány miatt még mindig nem építették újjá.[10] Végül 2001-ben kezdődött meg a mecset építése (alatta mosdó, fűtő- és gázkazán található, a mecsetbe pedig egy mektebet építettek), amelyet 2009. július 18-án adtak át hivatalosan.